# Neaspis villosa
Neaspis villosa es una especie de coleóptero de la familia Trogossitidae.

## Distribución geográfica
Habita en Australia.